# Phyllangia granulata
Phyllangia granulata är en korallart som beskrevs av Koch 1886. Phyllangia granulata ingår i släktet Phyllangia och familjen Caryophylliidae. Inga underarter finns listade i Catalogue of Life.